# YOU MAY DREAM
『YOU MAY DREAM』（ユーメイドリーム）は、2013年4月20日から2014年3月29日までテレビ朝日で放送されていたトーク番組である。全48回。日本マイクロソフトの一社提供。

## 概要
著名人が「夢」について語っていたミニ番組で、レギュラー番組では初となるプロジェクションマッピングによる映像を用いていた。
放送時間は基本的に毎週土曜 23:06（正式開始時刻は23:07:30） - 23:12（JST）だったが、『土曜ワイド劇場』の拡大版が放送される日には繰り下げられていた。

## スタッフ
- 監修：亜門虹彦
- 制作：テレビ朝日、IVSテレビ制作